# Zigoto

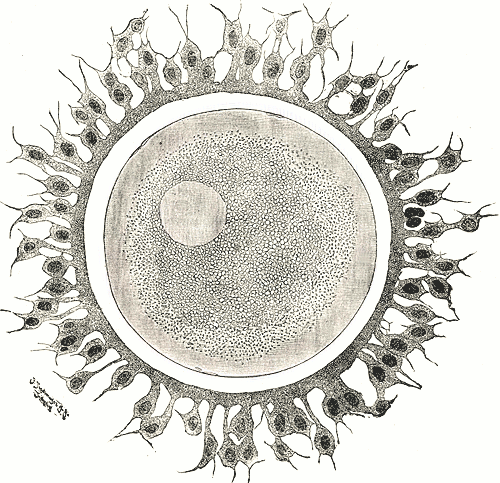
Zigoto humano ao centro, com a zona pelúcida e as células da coroa radiada na periferia.

Zigoto (do grego zygōtos "junto" ou "jugado", derivado de ζυγοῦν zygoun "juntar" ou "jugar"), também denominado ovo nos animais, é a célula eucariótica resultante da fecundação, que ocorre entre dois gametas mutuamente compatíveis, sendo o produto final da reprodução sexuada. O genoma do zigoto é uma combinação do DNA de cada gameta, contendo toda a informação genética necessária à formação de um novo indivíduo. Em organismos multicelulares, o zigoto é a primeira etapa no desenvolvimento, sucedido por diversas clivagens, já em organismos unicelulares, ele pode se dividir assexuadamente por meio da mitose, produzindo indivíduos idênticos.
Oscar Hertwig e Richard Hertwig realizaram algumas das primeiras descobertas na formação do zigoto animal.

## Animais
Nos animais, o zigoto é denominado ovo e resulta da união de dois gametas: ovócito e espermatozoide. É uma célula totipotente, ou seja, é capaz de guardar as características genéticas dos progenitores, podendo gerar todas as linhagens celulares do organismo adulto.
Através de várias divisões mitóticas dá origem a um novo indivíduo (embrião). A quantidade e a distribuição do vitelo variam de acordo com o organismo considerado e dependem, inclusive, do tipo de desenvolvimento do embrião.

### Humanos

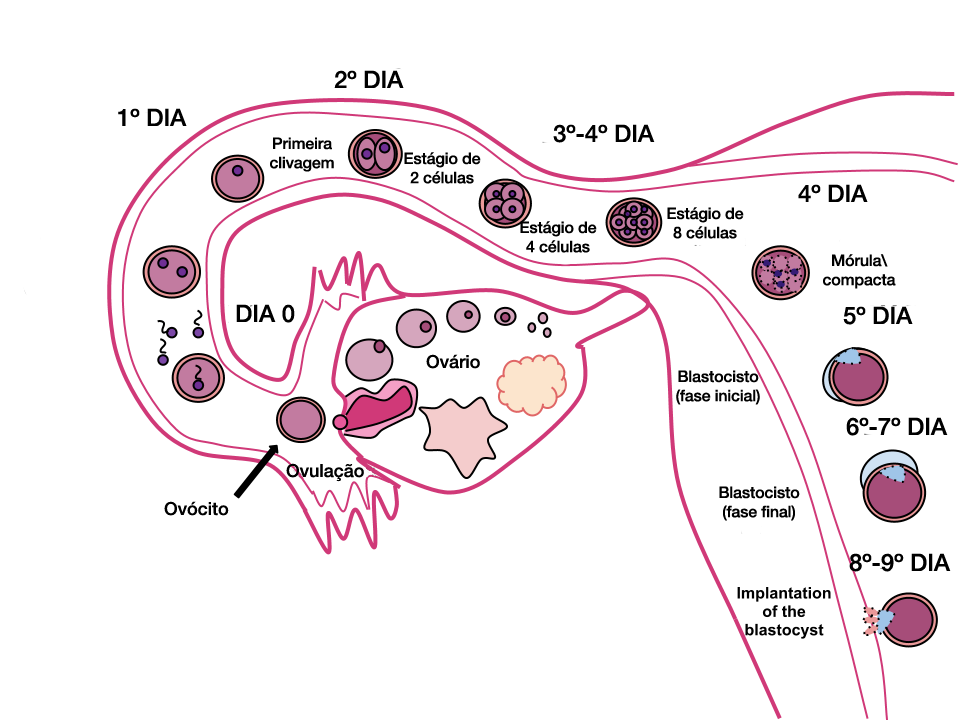
Esquema básico das primeiras etapas da maturação do ovócito humano, a fertilização e nidação.

Nos humanos, a formação do zigoto ocorre após a fecundação, na qual o ovócito liberado e um espermatozoide se combinam para formar uma única célula diploide (2n), o zigoto. Assim que a fecundação em si se inicia, ou seja, a entrada do espermatozoide no ovócito, ocorre a divisão da segunda meiose, formando duas novas células: uma célula haploide com apenas 23 cromossomos, quase todo o citoplasma e o pronúcleo do esperma (óvulo) e outra célula haploide muito menor, o corpúsculo polar, que logo sofre apoptose. No óvulo, o DNA então é replicado nos dois pronúcleos separadamente, provenientes do oócito e do espermatozoide, portanto por um breve momento o zigoto é tetraploide (4n). Após aproximadamente 30 horas após a fecundação, há a fusão dos pronúcleos e a primeira clivagem produz duas células diploides (2n), chamadas blastômeros.
Entre a fecundação e a nidação, o embrião é considerado um concepto pré-implantado.
Logo após o término da fecundação, o concepto se desloca ao longo do útero enquanto continua realizando clivagens. Após quatro divisões, o concepto consiste de 16 blastômeros e é denominado mórula. Através dos processos de compactação, divisão celular e blastulação, no quinto dia de desenvolvimento, o concepto toma a forma de um blastocisto, assim que se aproxima do ponto de nidação. Quando o blastocisto se separa da zona pelúcida, ele pode ser implantado no endométrio uterino e iniciar o desenvolvimento embrional.
Por meio de experimentos no zigoto com edição CRISPR/Cas9, há a possibilidade de cura de doenças herdades geneticamente.

## Plantas

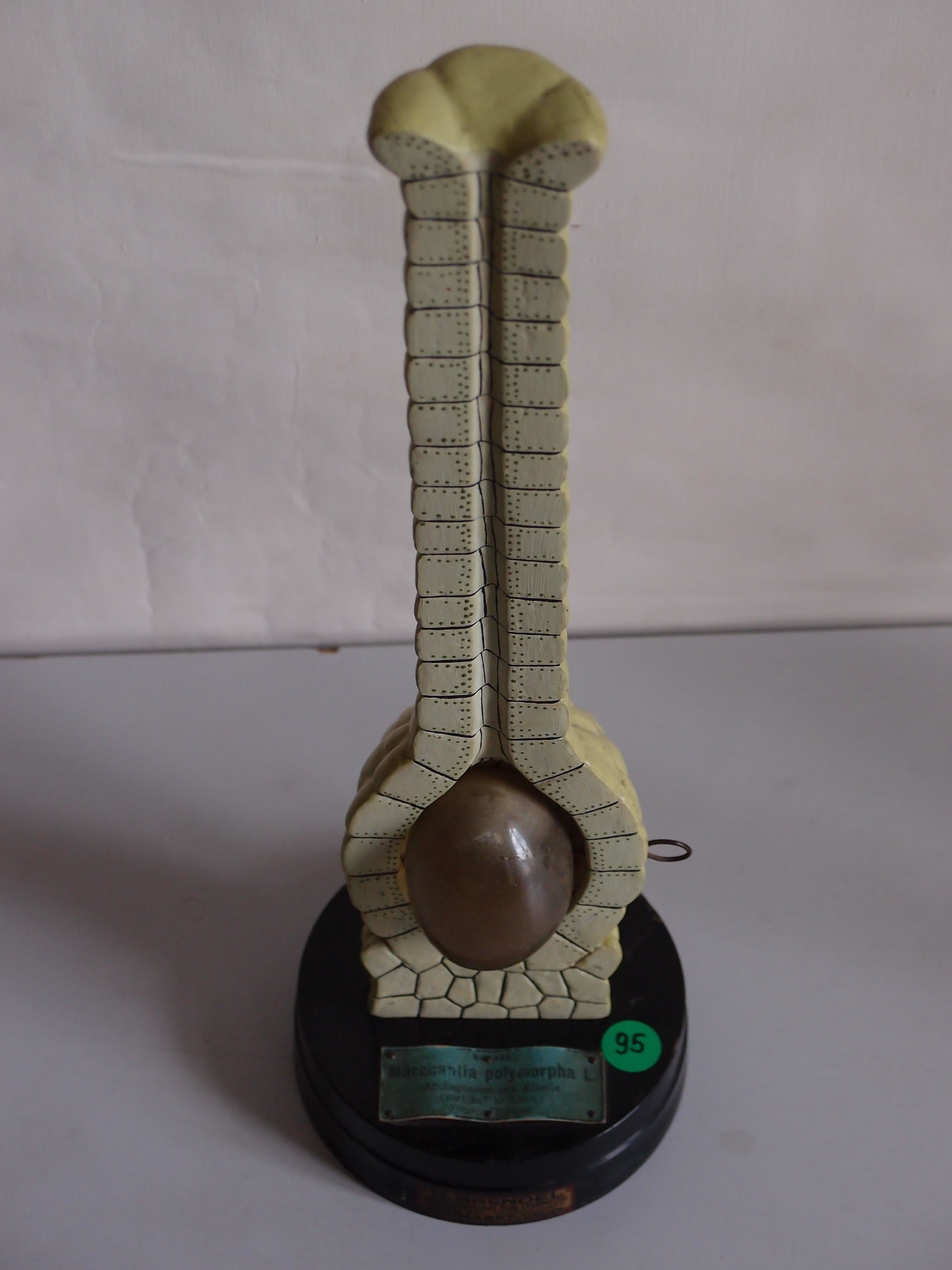
Modelo de um arquegônio. O óvulo se encontra ao centro.

Nas plantas verdes, o zigoto pode apresentar poliploidia se a fertilização ocorrer entre gametas não reduzidos meioticamente. Ele é formado em uma câmara chamada de arquegônio. Nas plantas que não produzem sementes (lato sensu pteridófitas), o arquegônio normalmente possui o formato de um balão de vidro, com um longo tubo oco, pelo qual o gameta masculino entra. O zigoto então realiza suas clivagens e cresce dentro do arquegônio.
O zigoto vai dar origem ao esporófito, o estágio que produz esporos; a germinação desses esporos dá origem ao gametófito, capaz de produzir os gâmetas haploides. Nas espermatófitas, o zigoto primeiro se transforma num embrião que se encontra dentro da semente, enquanto nas pteridófitas, o zigoto se desenvolve diretamente na planta adulta.

## Fungos

O passo indicado no número 4 indica a ocorrência da cariogamia no ciclo de vida do fungo Taphrina.

Nos fungos, ocorre o processo de cariogamia, no qual a fusão dos núcleos de dois gametas sexualmente compatíveis dá origem a um zigósporo, que produz uma nova hifa cujos núcleos poderão então, dependendo do ciclo de vida da espécie, sofrer mitose ou meiose para gerar esporos capazes de se desenvolver em novos indivíduos.
Quando submetidas a estresse ambiental, como a privação de nitrogênio, no caso de Chlamydomonas, as células são induzidas a formar gametas.

## Unicelulares

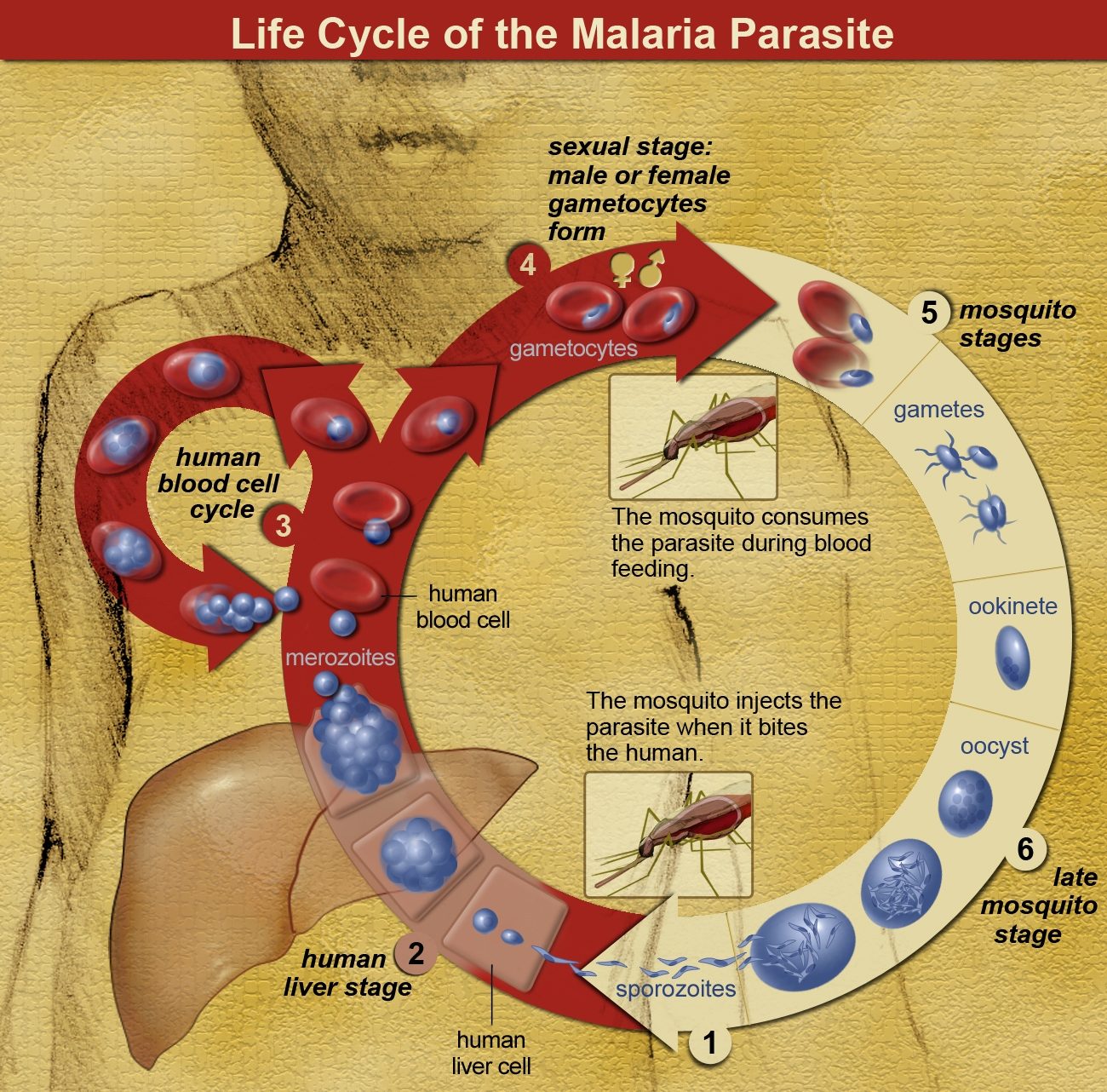
Ciclo de vida do P. vivax.

No protista Plasmodium vivax, uma de suas formas infecciosas é chamada de merozoito, cujas células podem gerar gametas após meiose. As formas sexuais (macrogametas e microgametas) são aspiradas por novo mosquito Anopheles ao picar um ser humano infectado. No intestino do mosquito o microgameta sofre exflagelação e funde-se com o macrogameta, gerando um zigoto. Este diferencia-se em oocineto, uma forma móvel, que atravessa a parede do estômago e se aloja na membrana basal diferenciando-se em oocisto e desenvolvendo-se em esporozoítos, estourando o oocisto e migrando para as glândulas salivares do inseto, de onde invadem um novo hospedeiro humano. Podem exisitir muitos oocisto no estômago do Anopheles, mas os danos causados a parede do estômago quando os oocistos eclodem não parecem ter efeito negativo na longevidade do mosquito.